# Филиповски, Чеде
Чеде «Даме» Филиповски (серб. и макед. Чеде «Даме» Филиповски; 16 ноября 1923, Никифорово, около Гостивара — 29 июня 1945, Радовиште) — югославский македонский партизан, командовал в годы Народно-освободительной войны Югославии 48-й македонской дивизией НОАЮ. Народный герой Югославии.

## Биография
Родился 16 ноября 1923 года в селе Никифорово близ Гостивара в крестьянской семье. Окончив школу, начал работать на полях и помогать близким, в 1937 году уехал в Белград работать каменщиком. В Белграде встретил многих своих земляков и вступил в Союз рабочих синдикатов Югославии. От студентов-коммунистов тайком получал марксистскую литературу. Участвовал в организациях разнообразных стачек и забастовок, за что неоднократно попадал в тюрьму.
После вторжения немцев в Югославию Чеде спешно бежал в родное село, спасаясь от бомбёжек. Был принят в Коммунистическую партию Югославии и отправился в партизанское подполье готовить вооружённое выступление. В 1942 году был включён в Гостиварский горком Коммунистической партии, затем занял должность генерального секретаря. В 1943 году вошёл в 1-й Мавровский партизанский отряд, заняв там должность политрука и пост командира Мавровского батальона. Участвовал в освобождении города Кичево в сентябре 1943 года, что стало первым крупным успехом отряда. Среди партизан использовал псевдоним «Даме».
11 ноября 1943 года была сформирована 1-я македонско-косовская пролетарская ударная бригада, командиром которой был назначен Петар Брайович. Чеде занял там должность заместителя командира. Участвовал в боях за Кичево, Буковник и весь регион Дебраци. В июне 1944 года был назначен заместителем командира 1-й македонской бригады, затем был назначен заместителем командира 48-й македонской дивизии, а в апреле 1945 года стал и её командиром. 6 декабря 1944 года по указу Антифашистского вече Народного освобождения Югославии был награждён Серебряным Орденом Партизанской Звезды (II степень) за вклад в освобождение Македонии от оккупантов. В мае 1945 года после завершения войны отправился на военное обучение.
29 июня 1945 года, управляя мотоциклом на трассе Штип-Струмица, Чеде разбился насмерть недалеко от Радовиште. Посмертно 1 августа 1949 года был награждён званием Народного героя Югославии. В честь Филиповски были названы две школы в Гостиваре и Врапчиште. В Радовише одна из улиц была переименована в его честь, а в родном Гостиваре был установлен и памятник.